# جيري باتون
جيري باتون (بالإنجليزية: Jerry Patton)‏ هو لاعب كرة قدم أمريكية أمريكي، ولد في 27 مارس 1946 في ساغيناو في الولايات المتحدة، وتوفي في 19 مايو 1983.

## وصلات خارجية
- جيري باتون على موقع مرجع كرة القدم المحترفة.كوم (الإنجليزية)